# Arizona State Route 86
Die Arizona State Route 86 (kurz AZ 86) ist eine State Route im US-Bundesstaat Arizona, der in Ost-West-Richtung verläuft.
Die State Route beginnt an der Arizona State Route 85 nahe Why und endet in Tucson am Interstate 19 unweit der Interstate 10. Sie ist die wichtigste Ost-West-Verbindung im Tohono O’Odham. Früher führte die Straße östlich von Tucson noch weiter bis nach Lordsburg in New Mexico. Aber nach Bau der Interstate 10 wird dieser Abschnitt nicht mehr benötigt.